# Nothembius nampus
Nothembius nampus är en mångfotingart som beskrevs av Chamberlin 1916. Nothembius nampus ingår i släktet Nothembius och familjen stenkrypare. Inga underarter finns listade i Catalogue of Life.